# Jungle eyes
Jungle eyes is het zesde album van de Gentse band Absynthe Minded. Het is het eerste album sinds de heroprichting van de band; in 2015 stopte Absynthe Minded waarna zanger Bert Ostyn solowerk uitbracht. Ostyn en bassist Sergej Van Bouwel verzamelden een nieuwe bezetting om zich heen. Op 18 maart 2016 maakte de band bekend dat ze begonnen waren met de opnames voor Jungle eyes.
Het album werd op 22 oktober 2017 gepresenteerd tijdens een akoestisch optreden van de band in platenwinkel De Waterput in Bergen op Zoom. Later die dag trad de band op in het Sportpaleis in Antwerpen.

## Tracklist
Alle teksten zijn geschreven door Bert Ostyn, tenzij anders aangegeven. 
| Nr. | Titel                                | Duur |
| --- | ------------------------------------ | ---- |
| 1.  | The execution                        | 2:56 |
| 2.  | Beam!                                | 3:39 |
| 3.  | Kingpin                              | 4:44 |
| 4.  | The pearl                            | 3:50 |
| 5.  | Running on empty                     | 3:13 |
| 6.  | Jungle eyes                          | 4:10 |
| 7.  | At first sight (Frederik Van Simaey) | 3:53 |
| 8.  | Avalanche                            | 2:32 |
| 9.  | Echo chamber                         | 4:20 |
| 10. | A bright hour                        | 4:34 |

## Personeel

### Bezetting
- Bert Ostyn (zang, gitaar)
- Toon Vlerick (gitaar)
- Sergej Van Bouwel (bas)
- Wouter Vlaeminck (keyboard, zang)
- Simon Segers (drums)

### Productie
- Stéphane Misseghers (productie)
- Frederik Segers (opname)
- Sebastian Omerson (opname)
- Chris Athens (mastering)